# Кирпичный завод (Омская область)
Кирпичный завод — упразднённый населённый пункт в Азовском немецком национальном районе Омской области. На момент упразднения входил в состав Берёзовского сельского поселения. В 2000 году включён в состав села Берёзовка и исключён из учётных данных.

## География
Располагался западнее села Берёзовка, ныне улица Кирзавода села.

## История
Постановлением заксобрания Омской области от 29 сентября 2000 г. года № 196 населённый пункт включён в состав села Берёзовка и исключён из учётных данных.